# El capellán del diablo
El capellán del diablo es un libro de Richard Dawkins publicado por primera vez en 2003 por Houghton Mifflin (ISBN 0618335404) y subtitulado Reflexiones sobre la esperanza, las mentiras, la ciencia y el amor. Contiene una selección de 32 ensayos escritos por Dawkins que cubren diversos temas, incluyendo pseudociencia, el determinismo biológico, el terrorismo, la religión y el creacionismo. Una sección completa del libro se dedica a rebatir a Stephen Jay Gould, adversario de Dawkins. El título del libro es una referencia a una cita de Charles Darwin, la creencia en cómo "un mundo perfecto" fue diseñado por Dios: ¿Qué libro escribiría un capellán del diablo sobre el trabajo torpe, derrochador, primitivo y horriblemente cruel de la naturaleza? se preguntaba Darwin en 1856.

## Contenido
El libro se divide en 7 secciones, las cuales se detallan a continuación:
1. Ciencia y sensatez
1.1 El capellán del diablo
1.2 ¿Qué es verdad?
1.3 Lagunas mentales
1.4 Ciencia, genética y ética: memo para Tony Blair
1.5 Juicios por jurados
1.6 La verdad cristalina y las bolas de cristal
1.7 El posmodernismo al desnudo
1.8 La dicha de vivir peligrosamente: Sanderson de Oundle
2. Se hará la luz
2.1 Se hará la luz
2.2 Darwin triunfante
2.3 El "desafío de la información"
2.4 No somos genes
2.5 Hijo de la Ley de Moore
3. La mente infectada
3.1 Juncos chinos y teléfonos descompuestos
3.2 Virus de la mente
3.3 La gran convergencia
3.4 Dolly y los portavoces de la religión
3.5 Tiempo de ponerse de pie
4. Me lo han dicho, Heráclito
4.1 Lamento por Douglas
4.2 Panegírico para Douglas Adams
4.3 Panegírico para W.D. Hamilton
4.5 Aceite de serpiente
5. Hasta las tropas toscanas
5.1 Regocijarse con la diversidad de la naturaleza
5.2 El arte de lo desarrollable
5.3 Hallucigenia, Wiwaxia y sus amigos
5.4 Correspondencia inconclusa con un "peso pesado" darwiniano
6. Toda África y sus prodigios están en nosotros
6.1 La ecología de los genes
6.2 Desde el corazón de África
6.3 De África y de áureos gozos
6.4 Héroes y antepasados
7. Una plegaria para mi hija
7.1 Buenas y malas razones para creer

## Recensiones
- H. Allen Orr, A Passion for Evolution - The New York Review of Books